# نورمان الكسندر
نورمان الكسندر (بالإنجليزية: Norman Alexander) هو فيزيائي نيوزلندي، ولد في 7 أكتوبر 1907، وتوفي في 26 مارس 1997.